# Olympische Sommerspiele 1936/Ringen – Freistil Weltergewicht (Männer)
Das Freistilringen im Weltergewicht bei den Olympischen Sommerspielen 1936 wurde vom 2. bis 4. August in der Deutschlandhalle ausgetragen. Pro Nation durfte maximal ein Athlet antreten. Die Gewichtsklasse war auf bis zu 72 kg begrenzt.
Der Wettbewerb wurde nach einem Ausscheidungssystem mit Minuspunkten ausgetragen. In jeder Runde hatte jeder Athlet einen Kampf. Bei ungerader Anzahl an Athleten, hatte ein Athlet ein Freilos. Der Verlierer eines Kampfes erhielt 3 Minuspunkte, wenn er durch einen Schultersieg seines Gegner unterlag oder mit 0:3 Punkten den Kampf verlor. Zwei Minuspunkte erhielt der Athlet bei einer Niederlage von 1:2 Punkten. Der Sieger erhielt einen Minuspunkt, wenn er nach Punkten gewann, und 0 Minuspunkte, wenn der Sieg durch Schultersieg erfolgte. Am Ende jeder Runde wurde jeder Athlet mit mehr als 4 Minuspunkten eliminiert.

## Zeitplan
| Datum          | Runde                                   |
| -------------- | --------------------------------------- |
| 2. August 1936 | Runde 1                                 |
| 4. August 1936 | Runde 2 Runde 3 Runde 4 Runde 5 Runde 6 |

## Ergebnisse

### Runde 1
| Sieger           | Nation             | Art des Sieges          | Verlierer        | Nation           |
| ---------------- | ------------------ | ----------------------- | ---------------- | ---------------- |
| Josef Paar       | Deutsches Reich    | Punkteentscheidung, 2–1 | John O’Hara      | Australien       |
| Thure Andersson  | Schweden           | Schultersieg            | Alois Samec      | Tschechoslowakei |
| Jaakko Pietilä   | Finnland           | Punkteentscheidung, 3–0 | Kálmán Sóvári    | Ungarn           |
| Willy Angst      | Schweiz            | Schultersieg            | August Kukk      | Estland          |
| Frank Lewis      | Vereinigte Staaten | Schultersieg            | Julien Beke      | Belgien          |
| Joseph Schleimer | Kanada             | Schultersieg            | Rashid Anwar     | Britisch-Indien  |
| Jean Jourlin     | Frankreich         | Punkteentscheidung, 2–1 | Hüseyin Erçetin  | Türkei           |
| William Fox      | Großbritannien     | Schultersieg            | Shōichi Masutomi | Japan            |

| Rang | Athlet           | Nation             | Minuspunkte |
| ---- | ---------------- | ------------------ | ----------- |
| 1    | Thure Andersson  | Schweden           | 0           |
| 1    | Willy Angst      | Schweiz            | 0           |
| 1    | Frank Lewis      | Vereinigte Staaten | 0           |
| 1    | Joseph Schleimer | Kanada             | 0           |
| 1    | William Fox      | Großbritannien     | 0           |
| 6    | Josef Paar       | Deutsches Reich    | 1           |
| 6    | Jaakko Pietilä   | Finnland           | 1           |
| 6    | Jean Jourlin     | Frankreich         | 1           |
| 9    | John O’Hara      | Australien         | 2           |
| 9    | Hüseyin Erçetin  | Türkei             | 2           |
| 11   | Alois Samec      | Tschechoslowakei   | 3           |
| 11   | Kálmán Sóvári    | Ungarn             | 3           |
| 11   | August Kukk      | Estland            | 3           |
| 11   | Julien Beke      | Belgien            | 3           |
| 11   | Rashid Anwar     | Britisch-Indien    | 3           |
| 11   | Shōichi Masutomi | Japan              | 3           |

### Runde 2
| Sieger          | Nation             | Art des Sieges          | Verlierer        | Nation           |
| --------------- | ------------------ | ----------------------- | ---------------- | ---------------- |
| John O’Hara     | Australien         | Punkteentscheidung, 3–0 | Alois Samec      | Tschechoslowakei |
| Josef Paar      | Deutsches Reich    | Schultersieg            | Thure Andersson  | Schweden         |
| Willy Angst     | Schweiz            | Punkteentscheidung, 3–0 | Jaakko Pietilä   | Finnland         |
| Kálmán Sóvári   | Ungarn             | Punkteentscheidung, 2–1 | August Kukk      | Estland          |
| Frank Lewis     | Vereinigte Staaten | Schultersieg            | Joseph Schleimer | Kanada           |
| Julien Beke     | Belgien            | Schultersieg            | Rashid Anwar     | Britisch-Indien  |
| Hüseyin Erçetin | Türkei             | Punkteentscheidung, 3–0 | William Fox      | Großbritannien   |
| Jean Jourlin    | Frankreich         | Schultersieg            | Shōichi Masutomi | Japan            |

| Rang | Athlet           | Nation             | Minuspunkte |
| ---- | ---------------- | ------------------ | ----------- |
| 1    | Frank Lewis      | Vereinigte Staaten | 0           |
| 2    | Willy Angst      | Schweiz            | 1           |
| 2    | Jean Jourlin     | Frankreich         | 1           |
| 2    | Josef Paar       | Deutsches Reich    | 1           |
| 5    | Thure Andersson  | Schweden           | 3           |
| 5    | Julien Beke      | Belgien            | 3           |
| 5    | Hüseyin Erçetin  | Türkei             | 3           |
| 5    | William Fox      | Großbritannien     | 3           |
| 5    | John O’Hara      | Australien         | 3           |
| 5    | Joseph Schleimer | Kanada             | 3           |
| 11   | Kálmán Sóvári    | Ungarn             | 4           |
| 11   | Jaakko Pietilä   | Finnland           | 4           |
| 13   | August Kukk      | Estland            | 5           |
| 14   | Rashid Anwar     | Britisch-Indien    | 6           |
| 14   | Shōichi Masutomi | Japan              | 6           |
| 14   | Alois Samec      | Tschechoslowakei   | 6           |

### Runde 3
| Sieger           | Nation             | Art des Sieges          | Verlierer       | Nation         |
| ---------------- | ------------------ | ----------------------- | --------------- | -------------- |
| Thure Andersson  | Schweden           | Schultersieg            | John O’Hara     | Australien     |
| Josef Paar       | Deutsches Reich    | Punkteentscheidung, 3–0 | Jaakko Pietilä  | Finnland       |
| Willy Angst      | Schweiz            | Schultersieg            | Kálmán Sóvári   | Ungarn         |
| Frank Lewis      | Vereinigte Staaten | Schultersieg            | Hüseyin Erçetin | Türkei         |
| Joseph Schleimer | Kanada             | Schultersieg            | Julien Beke     | Belgien        |
| Jean Jourlin     | Frankreich         | Default                 | William Fox     | Großbritannien |

| Rang | Athlet           | Nation             | Minuspunkte |
| ---- | ---------------- | ------------------ | ----------- |
| 1    | Frank Lewis      | Vereinigte Staaten | 0           |
| 2    | Willy Angst      | Schweiz            | 1           |
| 2    | Jean Jourlin     | Frankreich         | 1           |
| 4    | Josef Paar       | Deutsches Reich    | 2           |
| 5    | Thure Andersson  | Schweden           | 3           |
| 5    | Joseph Schleimer | Kanada             | 3           |
| 7    | Julien Beke      | Belgien            | 6           |
| 7    | Hüseyin Erçetin  | Türkei             | 6           |
| 7    | William Fox      | Großbritannien     | 6           |
| 7    | John O’Hara      | Australien         | 6           |
| 11   | Kálmán Sóvári    | Ungarn             | 7           |
| 11   | Jaakko Pietilä   | Finnland           | 7           |

### Runde 4
| Sieger           | Nation     | Art des Sieges          | Verlierer   | Nation             |
| ---------------- | ---------- | ----------------------- | ----------- | ------------------ |
| Jean Jourlin     | Frankreich | Punkteentscheidung, 3–0 | Josef Paar  | Deutsches Reich    |
| Thure Andersson  | Schweden   | Schultersieg            | Frank Lewis | Vereinigte Staaten |
| Joseph Schleimer | Kanada     | Schultersieg            | Willy Angst | Schweiz            |

| Rang | Athlet           | Nation             | Minuspunkte |
| ---- | ---------------- | ------------------ | ----------- |
| 1    | Jean Jourlin     | Frankreich         | 2           |
| 2    | Thure Andersson  | Schweden           | 3           |
| 2    | Frank Lewis      | Vereinigte Staaten | 3           |
| 2    | Joseph Schleimer | Kanada             | 3           |
| 5    | Willy Angst      | Schweiz            | 4           |
| 6    | Josef Paar       | Deutsches Reich    | 5           |

### Runde 5
| Sieger           | Nation             | Art des Sieges          | Verlierer    | Nation     |
| ---------------- | ------------------ | ----------------------- | ------------ | ---------- |
| Thure Andersson  | Schweden           | Punkteentscheidung, 3–0 | Jean Jourlin | Frankreich |
| Frank Lewis      | Vereinigte Staaten | Schultersieg            | Willy Angst  | Schweiz    |
| Joseph Schleimer | Kanada             | Bye                     | N/A          | N/A        |

| Rang | Athlet           | Nation             | Minuspunkte |
| ---- | ---------------- | ------------------ | ----------- |
| Gold | Frank Lewis      | Vereinigte Staaten | 3           |
| 2    | Joseph Schleimer | Kanada             | 3           |
| 3    | Thure Andersson  | Schweden           | 4           |
| 4    | Jean Jourlin     | Frankreich         | 5           |
| 5    | Willy Angst      | Schweiz            | 7           |

### Runde 6
| Sieger          | Nation   | Art des Sieges | Verlierer        | Nation |
| --------------- | -------- | -------------- | ---------------- | ------ |
| Thure Andersson | Schweden | Schultersieg   | Joseph Schleimer | Kanada |

| Rang   | Athlet           | Nation   | Minuspunkte |
| ------ | ---------------- | -------- | ----------- |
| Silber | Thure Andersson  | Schweden | 4           |
| Bronze | Joseph Schleimer | Kanada   | 6           |